# Pleśna
Pleśna è un comune rurale polacco del distretto di Tarnów, nel voivodato della Piccola Polonia.
Ricopre una superficie di 83,65 km² e nel 2004 contava 11 466 abitanti.